# Springfield (Míchigan)
Springfield es una ciudad ubicada en el condado de Calhoun en el estado estadounidense de Míchigan. En el Censo de 2010 tenía una población de 5260 habitantes y una densidad poblacional de 549,19 personas por km².

## Geografía
Springfield se encuentra ubicada en las coordenadas 42°19′27″N 85°14′16″O / 42.32417, -85.23778. Según la Oficina del Censo de los Estados Unidos, Springfield tiene una superficie total de 9.58 km², de la cual 9.48 km² corresponden a tierra firme y (1%) 0.1 km² es agua.

## Demografía
Según el censo de 2010, había 5260 personas residiendo en Springfield. La densidad de población era de 549,19 hab./km². De los 5260 habitantes, Springfield estaba compuesto por el 76.58% blancos, el 9.58% eran afroamericanos, el 0.53% eran amerindios, el 7.49% eran asiáticos, el 0.06% eran isleños del Pacífico, el 1.1% eran de otras razas y el 4.66% pertenecían a dos o más razas. Del total de la población el 4.09% eran hispanos o latinos de cualquier raza.